# Antoni Giełgud
Antoni Giełgud (Litauisch: Antanas Gelgaudas * 1792; † 13. Juli 1831 in der Nähe von Klaipėda) war ein polnischer Brigadegeneral. Er war 1831 nach dem Novemberaufstand Befehlshaber eines Korps gegen Russland.

## Leben
Er war der Sohn von Michał Giełgud und der Eleonora, geborene Tyszkiewicz. Während der napoleonischen Kriege stellte er auf eigene Kosten das 21. Infanterieregiment des Herzogtums Warschau aus, das er ab 29. August 1812 als Oberst befehligte. Während des Novemberaufstands von 1830 führte er die 1. Brigade der 1. Infanteriedivision des General Jan Krukowiecki. Nachdem er sich im Februar 1831 in der Schlacht von Wawer als Kommandeur von drei Bataillonen und einige Tage später in der Schlacht von Białołęka als Befehlshaber der 2. Infanteriedivision ausgezeichnet hatte, wurde er zum Brigadegeneral ernannt.
Während der Schlacht von Ostrołęka (26. Mai) deckte Giełgud den nördlichen Flügel der polnischen Hauptarmee im Raum Lomscha nach Osten und wurde nach der Niederlage nach Litauen geschickt, um den Aufstand in dieser Region zu entfachen. Am 29. Mai 1831 zeichnete er sich in der Schlacht von Rajgród aus und öffnete den Weg nach Wilna. In Litauen vereinigte er seine 2. Infanteriedivision mit dem ihm als Verstärkung zugeführten kleinen Korps des Generals Dezydery Chłapowski. Giełgud versuchte vergeblich, Wilna zu erobern, und am 19. Juni verlor er gegen die russischen Truppen das Gefecht von Ponary. Er war dadurch gezwungen, sich über Kaunas in Richtung des Hafens von Palanga zu retten, wo er sich mit britischer Hilfe reorganisieren konnte.
Am 8. Juli 1831 griff Giełgud die kleine russische Garnison in Schaulen an, wurde jedoch zurückgeschlagen. Nach dieser Niederlage teilte er am 9. Juli sein Korps in drei Divisionen auf, die getrennt operierten sollten: Die Generale Chłapowski (3600 Soldaten), Dembiński (4000 Soldaten) und Rohland (5200 Soldaten) führten die Abteilungen. Mitte Juli wurde General Chłapowski von den Russen gezwungen, die Grenze des Königreichs Preußen zu überschreiten; 15.000 Soldaten der regulären polnischen Armee mit voller Bewaffnung und Ausrüstung wurden dadurch interniert.
Giełgud wurde im Dorf Šnaukštai in der Nähe von Klaipėda von einem seinen eigenen Soldaten getötet und in Kisiniai beigesetzt. Nur ein 4000 Mann starkes Korps von General Henryk Dembinski überlebte die litauische Expedition, bis zum 3. August konnte er sich nach Warschau durchschlagen.